# Jogos Europeus em Pista Coberta de 1966
A 1º edição dos Jogos Europeus em Pista Coberta de 1966 foram realizados no Westfalenhallen em Dortmund na Alemanha Ocidental no dia 27 de março de 1966. Foram realizadas 21 provas. 

## Medalhistas

### Masculino
| Evento               | Ouro                                                                                  | Ouro   | Prata                                                                          | Prata  | Bronze                                                                                 | Bronze                      |
| 60 m                 | Barrie Kelly (GBR)                                                                    | 6.6    | Karl-Heinz Erbstößer (GDR)                                                     | 6.6    | Viktor Kassatkin (URS)                                                                 | 6.6                         |
| 400 m                | Hartmut Koch (GDR)                                                                    | 47.9   | Manfred Kinder (FRG)                                                           | 48.3   | Vassiliy Anissimov (URS)                                                               | 49.0                        |
| 800 m                | Noel Carroll (IRL)                                                                    | 1:49.7 | Tomás Jungwirth (TCH)                                                          | 1:50.8 | Herbert Missalla (FRG)                                                                 | 1:51.0                      |
| 1500 m               | John Whetton (GBR)                                                                    | 3:43.8 | Oleg Rayko (URS)                                                               | 3:46.7 | Ulf Högberg (SWE)                                                                      | 3:47.2                      |
| 3000 m               | Harald Norpoth (FRG)                                                                  | 7:56.0 | Siegfried Herrmann (GDR)                                                       | 7:57.2 | István Kiss (HUN)                                                                      | 8:05.0                      |
| 60 m barreiras       | Eddy Ottoz (ITA)                                                                      | 7.7    | Michael Parker (GBR)                                                           | 7.8    | Hinrich John (FRG)                                                                     | 7.9                         |
| salto em altura      | Gennadiy Bliznetsov (URS)                                                             | 4.90   | Rudolf Tomášek (TCH)                                                           | 4.80   | Rainer Liese (FRG)                                                                     | 4.70                        |
| salto com vara       | Valeriy Skvortsov (URS)                                                               | 2.17   | Wolfgang Schillkowski (FRG)                                                    | 2.11   | Kjell-Åke Nilsson (SWE)                                                                | 2.08                        |
| salto em comprimento | Igor Ter-Ovanesyan (URS)                                                              | 8.23   | Armin Baumert (FRG)                                                            | 7.79   | Jochen Eigenherr (FRG)                                                                 | 7.63                        |
| triplo salto         | Şerban Ciochină (ROM)                                                                 | 16.43  | Michael Sauer (FRG)                                                            | 16.35  | Petr Nemsovský (TCH)                                                                   | 16.28                       |
| lançamento do peso   | Vilmos Varjú (HUN)                                                                    | 19.05  | Dieter Hoffmann (GDR)                                                          | 18.25  | Jiří Skobla (TCH)                                                                      | 18.08                       |
| 4x2 voltas 1280 m    | Alemanha Ocidental · Jörg Jüttner · Rainer Kunter · Hans Reinermann · Jens Ulbrich    | 2:30.1 | Tchecoslováquia · Miroslav Veruk · Juraj Demec · Ladislav Kriz · Josef Trousil | 2:31.0 | Apenas 2 equipes terminaram                                                            | Apenas 2 equipes terminaram |
| medley relay 1600 m  | Alemanha Ocidental · Leonhard Händl · Werner Krönke · Rolf Krüsmann · Jürgen Schröter | 3:22.0 | Itália · Bruno Bianchi · Ito Giani · Sergio Ottolina · Sergio Bello            | 3:22.2 | Bélgica · Werner Oijzers · Willy Vandewyngaerden · Georges Wijnants · Albert van Hoorn | 3:27.2                      |

### Feminino
| Evento               | Ouro                                                                                    | Ouro   | Prata                                                                             | Prata  | Bronze                                                                                | Bronze |
| 60 m                 | Margit Nemesházi (HUN)                                                                  | 7.3    | Galina Mitrokhina (URS)                                                           | 7.3    | Mary Rand (GBR)                                                                       | 7.4    |
| 400 m                | Helga Henning (FRG)                                                                     | 56.9   | Libuse Macounová (TCH)                                                            | 57.2   | Maeve Kyle (IRL)                                                                      | 57.3   |
| 800 m                | Zsuzsa Szabó-Nagy (HUN)                                                                 | 2:07.9 | Karin Keßler (FRG)                                                                | 2:10.8 | Marie Ingrová (TCH)                                                                   | 2:11.6 |
| 60 m barreiras       | Irina Press (URS)                                                                       | 8.1    | Gundula Diel (GDR)                                                                | 8.4    | Inge Schell (FRG)                                                                     | 8.4    |
| salto em altura      | Iolanda Balaș (ROM)                                                                     | 1.76   | Olga Gere-Pulić (YUG)                                                             | 1.73   | Ilia Hans (FRG)                                                                       | 1.65   |
| salto em comprimento | Tatyana Shchelkanova (URS)                                                              | 6.73   | Mary Rand (GBR)                                                                   | 6.53   | Heide Rosendahl (FRG)                                                                 | 6.54   |
| lançamento do peso   | Margitta Gummel (GDR)                                                                   | 17.30  | Tamara Press (URS)                                                                | 17.00  | Nadezhda Chizhova (URS)                                                               | 16.95  |
| 4x1 volta 640 m      | Alemanha Ocidental · Renate Meyer · Erika Rost · Hannelore Trabert · Kirsten Roggenkamp | 1:18.4 | Iugoslávia · Ljiljana Petnjarić · Marjana Lubej · Jelisaveta Đanić · Olga Šikovec | 1:21.7 | Tchecoslováquia · Libuse Macounová · Alena Hiltscherová · Eva Kucmanová · Eva Lehocká | 1:22.3 |

## Quadro de medalhas
| Ordem | País               | Medalha de ouro | Medalha de prata | Medalha de bronze | Total |
| ----- | ------------------ | --------------- | ---------------- | ----------------- | ----- |
| 1     | Alemanha Ocidental | 5               | 5                | 7                 | 17    |
| 2     | União Soviética    | 5               | 3                | 3                 | 11    |
| 3     | Hungria            | 3               | 0                | 1                 | 4     |
| 4     | Alemanha Oriental  | 2               | 4                | 0                 | 6     |
| 5     | Reino Unido        | 2               | 2                | 1                 | 5     |
| 6     | Romênia            | 2               | 0                | 0                 | 2     |
| 7     | Itália             | 1               | 1                | 0                 | 2     |
| 8     | Irlanda            | 1               | 0                | 1                 | 2     |
| 9     | Tchecoslováquia    | 0               | 4                | 4                 | 8     |
| 10    | Iugoslávia         | 0               | 2                | 0                 | 2     |
| 11    | Suécia             | 0               | 0                | 2                 | 2     |
| 12    | Bélgica            | 0               | 0                | 1                 | 1     |

Legenda
| Recorde mundial       | Recorde mundial (World record)               |                       | Recorde africano                      | Recorde africano (African) |                                           | Q | Classificado por posição (Qualified) |
| Recorde do campeonato | Recorde do campeonato (Championship record)  | Recorde da América    | Recorde da América (Americas)         | q                          | Classificado por melhor tempo (Qualified) |   |                                      |
| Melhor marca do ano   | Melhor marca do ano (World leading)          | Recorde asiático      | Recorde asiático (Asian)              | DNS                        | Não largou (Did not start)                |   |                                      |
| Recorde nacional      | Recorde nacional (National record)           | Recorde europeu       | Recorde europeu (European)            | DNF                        | Não terminou (Did not finish)             |   |                                      |
| Recorde pessoal       | Recorde pessoal do atleta (Personal best)    | Recorde da Oceania    | Recorde da Oceania (Oceania)          | DSQ / DQ                   | Desclassificado (Disqualified)            |   |                                      |
| Recorde da temporada  | Recorde da temporada do atleta (Season best) | Recorde sul-americano | Recorde sul-americano (South America) | NM                         | Sem marca (No mark)                       |   |                                      |